# The Song of the Soul (film 1914)
The Song of the Soul è un cortometraggio muto del 1914. Non viene riportato il nome del regista. Nella filmografia di Gloria Swanson, il titolo non appare e nella filmografia IMDb il nome dell'attrice non viene confermato.

## Produzione
Prodotto dall'Essanay Film Manufacturing Company.

## Distribuzione
Il cortometraggio in tre rulli fu distribuito dalla General Film Company che lo fece uscire in sala il 2 ottobre 1914.